# Cộng hòa Xã hội chủ nghĩa Xô viết tự trị Buryat
Cộng hòa Xã hội chủ nghĩa Xô viết Buryat (tiếng Nga: Бурятская Автономная Советская Социалистическая Республика; tiếng Buryat: Буряадай Автономито Совет Социалис Республика) là một nước cộng hòa tự trị của Nga Xô viết trong Liên Xô.
Năm 1923, quốc gia này được thành lập với tên gọi Cộng hòa Xã hội chủ nghĩa Xô viết tự trị Buryat-Mông Cổ, tiền thân là tỉnh tự trị Buryat-Mông Cổ. Đến năm 1958, tên gọi "Mông Cổ" bị xóa bỏ để tránh nhầm lẫn với các sắc tộc Mông Cổ ở khu vực Mông Cổ, Nga và Trung Quốc. Năm 1990, Quốc gia này tuyên bố chủ quyền và đến năm 1992 thì đổi tên thành Cộng hòa Buryatia một nước cộng hòa thuộc Liên bang Nga.